# Vụ ám sát James A. Garfield

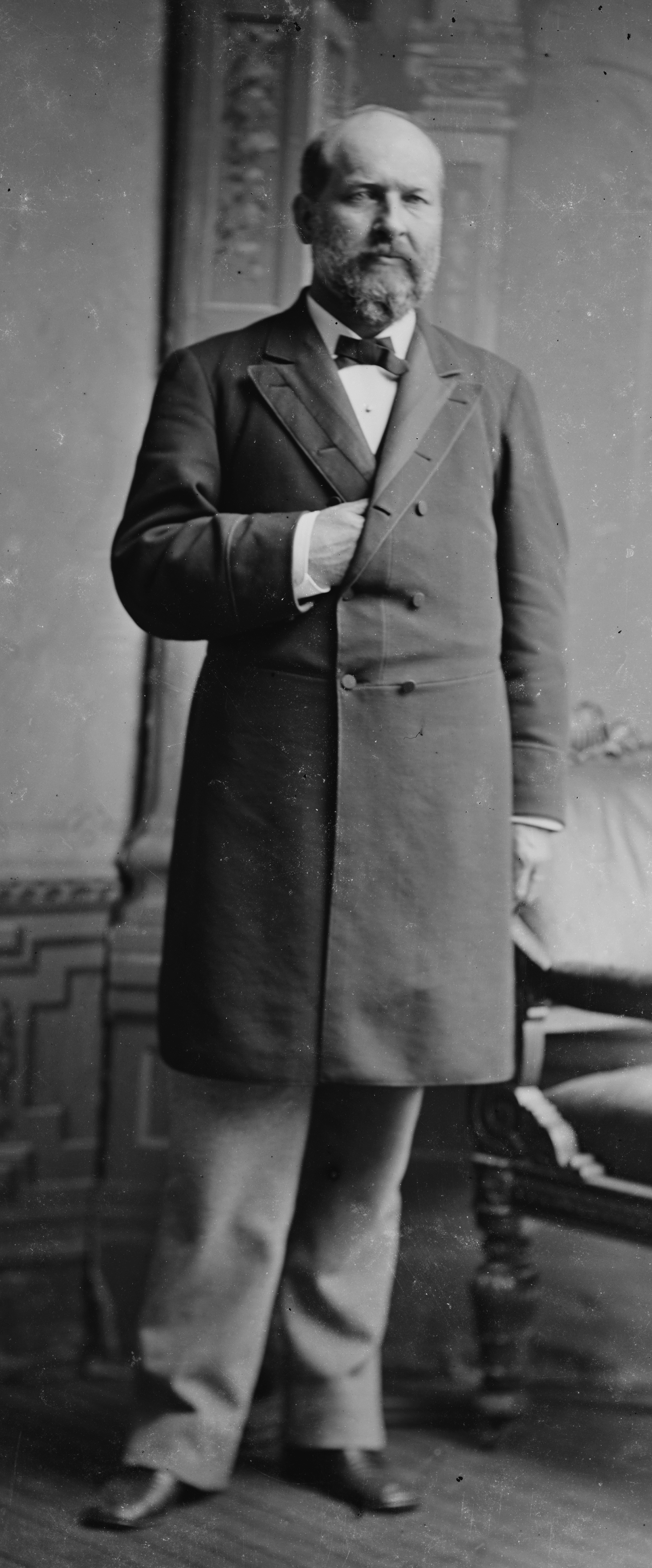
Tổng thống Garfield

Vụ ám sát Tổng thống James Abram Garfield là một sự kiện gây rúng động dư luận Mỹ thời bấy giờ, diễn ra vào lúc 9 giờ 30 phút sáng, thứ 7, ngày 02 tháng 07 năm 1881, tại nhà ga đường sắt Baltimore và Potomac ở Washington, D.C. Vụ ám sát được thực hiện bởi Charles J. Guiteau, một người bị hoang tưởng về chính trị. Kẻ thủ ác đã bị kết tội giết người và bị tuyên án tử hình bằng hình thức treo cổ sau đó 1 năm. Tổng thống James A. Garfield bị thương nghiêm trọng sau vụ ám sát này, và ông đã qua đời 79 ngày sau đó vào ngày 19 tháng 09 năm 1881 tại Elberon, New Jersey. Ông là vị Tổng thống Mỹ bị ám sát thứ hai, trước đó là vụ ám sát Tổng thống Abraham Lincoln, sau cuộc Nội chiến (đây là những cuộc ám sát dẫn đến cái chết của Tổng thống), nếu tính cả những vụ ám sát hụt thì đây là vụ ám sát thứ 3 trước đó cần phải kể đến vụ ám sát Tổng thống Andrew Jackson. Trong suốt thời gian Garfield điều trị vết thương, lúc ấy là mùa hè, nên trời rất oi bức... Nhà thiên văn học và nhà toán học nổi tiếng thế giới Simon Newcomb đã lắp ráp chiếc máy điều hoà đầu tiên trên thế giới để giữ cho ngài Tổng thống được mát mẻ trong cái nóng khô rát.
James Abram Garfield là vị tổng thống thứ 20 trong lịch sử Hoa Kỳ. Chỉ 200 ngày sau khi ông nhậm chức, Garfield bị ám sát. Tuy tại vị với một thời gian khá ngắn, nhưng ông là một nhân vật quan trọng trong lịch sử chính trị Hoa Kỳ. Nhưng ngày nay ông là vị Tổng thống bị chính người Mỹ lãng quên nhanh nhất. 

## Nguyên nhân của vụ ám sát
Một luật sư bị tâm thần tên là Charles J. Guiteau, tức giận vì ngài Tổng thống Garfield không cho hắn ta làm lãnh sự Hoa Kỳ tại Paris, cho nên tìm cách ám sát Tổng thống, hắn còn nói rằng nhiều lần Thiên Chúa đã mách bảo hắn ám sát Tổng thống, vì khi loại bỏ Garfield thì mọi việc sẽ được giải quyết.

## Diễn biến

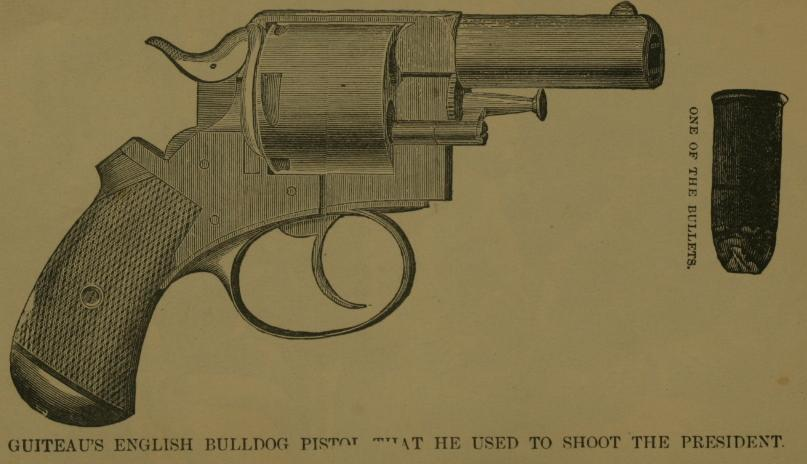
Mẫu súng lục dùng để ám sát Tổng thống

Vào buổi sáng ngày 02.7.1881, Tổng thống Garfield trên đường đến họp lớp thời đại học của ông tại trường Williams College, trong buổi họp mặt sẽ có một bài phát biểu của ông. Ông đi cùng với: James G. Blaine, Robert Todd Lincoln (con của Tổng thống Abraham Lincoln lúc đó đang làm Bộ trưởng Chiến tranh) và hai con trai của ông là James và Harry.
Tổng thống đang đi đến ga xe lửa số 6 của tuyến đường sắt Baltimore - Potomac ở Washington,D.C vào lúc 9:30 sáng, ông đã bị bắn hai lần từ phía sau, một lần trên cánh tay và một lần ở phía sau, bởi tên luật sư tâm thần Charles J. Guiteau. Tổng thống bị bắn bởi một khẩu súng lục cỡ nòng 0,44 Bulldog Webley.

## Kết quả

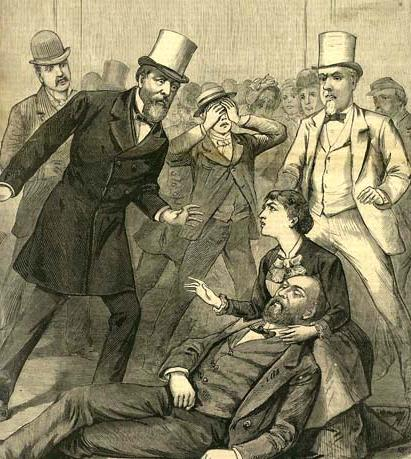
Tranh vẽ cảnh Tổng thống sau khi bị bắn

Tuy bị bắn và trong người có hai viên đạn, nhưng Tổng thống Garfield chỉ bị thương, gần 20 bác sĩ giỏi thời bấy giờ được điều động đến để tìm cách lấy viên đạn ra. Các bác sĩ phải mất tới 80 ngày nỗ lực để loại bỏ những viên đạn. Bác sĩ Willard Bliss đặt một đầu dò vào vết thương tạo đường dẫn. Sau đó, vết thương trở nên tồi tệ hơn vì ông đút một ngón tay chưa rửa vào đấy, dẫn đến việc nhiễm trùng. Một bác sĩ khác đưa cả cổ tay vào sâu bên trong làm thủng gan. Bên cạnh đó 16 bác sĩ khác nhúng tay vào và chọc vết thương từ một lỗ thủng 7 cm thành một vết nhiễm trùng 50 cm.
Tổng thống sống trong lay lắt trong sự đau đớn quằn quại suốt mùa hè. Cuối cùng, ông ra đi vào ngày 19.9.1881. Kết quả khám nghiệm tử thi cho biết viên đạn được bắn vào một vị trí không hề đe doạ đến tính mạng, ông qua đời do bị nhiễm trùng nặng. Các báo thời đó bình luận rằng: nếu giá như cứ để vậy có lẽ Tổng thống vẫn còn sống...
Tên ám sát Tổng thống bị đưa ra toà xét xử, hắn cho rằng mình chỉ bắn Tổng thống chứ không giết ông, chính các bác sĩ mới là người làm điều đó... Nhưng hắn đã bị treo cổ sau đó vì tội lỗi của mình.

## Những phát minh sau vụ ám sát
1. Alexander Graham Bell đã nghĩ ra cách dùng máy dò kim loại thô để định vị viên đạn. Chiếc máy dò này vận hành tốt với mọi bệnh nhân mà ông đã kiểm tra nhưng lại bất lực với Tổng thống. Bell không hề để ý rằng Garfield đang nằm trên một tấm thảm lò xo...[13] Chiếc máy dò kim loại này của Bell đã phát huy tác dụng và cứu được nhiều mạng người trong các cuộc chiến tranh sau đó.
2. Trong suốt thời gian Garfield điều trị vết thương, lúc ấy là mùa hè, nên trời rất oi bức... Nhà thiên văn học và nhà toán học nổi tiếng thế giới Simon Newcomb đã lắp ráp chiếc máy điều hoà đầu tiên trên thế giới để giữ cho ngài Tổng thống được mát mẻ trong cái nóng khô rát của Washington. Một thùng chứa 6 tấn nước đá được đặt trong tầng hầm. Hơi mát từ nước đá bốc lên thông qua hàng loạt các đường ống, nó giúp giảm nhiệt độ đến 20 °C.[3]

Những nỗ lực của Bell và Newcomb đã thút đẩy khoa học công nghệ phát triển. Nhưng họ không đủ khả năng để cứu Tổng thống Garfield.

## Liên kết
- History House's account of Guiteau's life and the assassination of Garfield, part 1, 2 and 3.
- New York Times article reprinting indictment
- New York Times article on shooting at time of shooting
- Garfield's murder and Guiteau's trial Lưu trữ ngày 28 tháng 12 năm 2007 tại Wayback Machine at the Crime Library
- Charles Guiteau Trial Lưu trữ ngày 21 tháng 12 năm 2007 tại Wayback Machine homepage at the University of Missouri-Kansas City
- Charles J. Guiteau collection Lưu trữ ngày 2 tháng 7 năm 2007 tại Wayback Machine at Georgetown University